# پارک زنپوکوجی
پارک زنپوکوجی (به ژاپنی: 善福寺公園) یکی از پارک‌های واقع در منطقهٔ سوگینامی در توکیو پایتخت ژاپن است. این پارک به داشتن گل نیلوفر شهرت دارد. گل‌های نیلوفر از ماه ششم جون تا هشتم آگوست میلادی شکوفا می‌شوند.

## رسیدن به پارک
- خط چوئو-هونسن،   ایستگاه نیشی‌اوگیکوبو 西荻窪駅 بعد از خارج شدن از در شمالی ایستگاه باید از خطوط اتوبوس استفاده کرد و در ایستگاه اتوبوس زنپوکوجی کوئن مائه پیاده شد. از این ایستگاه اتوبوس پیاده تا پارک ۲ دقیقه راه است.
- متروی توکیو، خط مارونواوچی، ایستگاه اوگیکوبو 荻窪駅 بعد از خارج شدن از ایستگاه باید از خطوط اتوبوس استفاده کرد و در ایستگاه اتوبوس زنپوکوجی کوئن مائه پیاده شد.